# Діамант Терещенка
Діамант Терещенка (також відомий як Tereschenko blue) — рідкісний блакитний діамант вагою 42,92 карата, огранований у формі груші. Належить до діамантів типу IIb, другий найбільший блакитний діамант в світі після «Алмазу Хоупа». Походить, імовірно з Індії, був огранений фірмою Cartier на замовлення Михайла Терещенка.

## Історія
Свого часу камінь був знайдений в Індії, в копальні Коллура. Згідно з легендою діамант був частиною вкраденої ритуальної прикраси індуїстського бога Рама і приносив своїм власникам нещастя. Огранування здійснив ювелірний дім Cartier, після нього камінь став важити 42,92 карата і отримав назву «Tereschenko blue».
Діамант потрапив у володіння сім'ї Терещенків у 1913 році — Михайло Терещенко придбав його у Антверпені для своєї майбутньої першої дружини Маргарет Ное. Згідно з сімейною легендою дорогоцінний камінь допоміг його власнику втекти з радянської Росії:
|                     | Цей камінь допоміг бабусі викупити мого діда із тюрми в Петрограді. Вона домоглася зустрічі з Леніним, той сказав, що «революція не продається». Але Троцький зміг імітувати втечу діда в обмін на діамант. |
| — Мішель Терещенко, | |